# Apollo-Sojuz
Apollo-Sojuz – pierwsza międzynarodowa załogowa misja kosmiczna, przeprowadzona wspólnie przez Stany Zjednoczone oraz Związek Socjalistycznych Republik Sowieckich w lipcu 1975 roku. Miliony ludzi na całym świecie mogły oglądać w telewizji jak amerykański statek kosmiczny Apollo dokował do radzieckiego statku kosmicznego Sojuz 7K-TM. Sama misja w trakcie której dokonano uścisku dłoni w kosmosie stała się symbolem odprężenia pomiędzy dwoma supermocarstwami podczas zimnej wojny.
Misja była oficjalnie znana w Stanach Zjednoczonych jako Apollo-Sojuz Test Project i była powszechnie określana jako Sojuz-Apollo w Związku Radzieckim. Sowieci oficjalnie oznaczyli swój statek kosmiczny jako Sojuz 19, a amerykański statek Apollo nie został oficjalnie nazwany i był ostatnim modułem Apollo, który poleciał w przestrzeń kosmiczną.
Trzech amerykańskich astronautów, Thomas Stafford, Vance Brand i Deke Slayton, oraz dwóch radzieckich kosmonautów, Aleksiej Leonow i Walerij Kubasow, przeprowadziło wspólne oraz oddzielne eksperymenty naukowe, w tym wykonanie zdjęć korony słonecznej. Misja ta zapewniła niezbędne doświadczenie dla późniejszych wspólnych amerykańsko-rosyjskich lotów kosmicznych, takich jak program Shuttle-Mir, czy program Międzynarodowej Stacji Kosmicznej.
Misja Apollo-Sojuz była ostatnim załogowym lotem kosmicznym Stanów Zjednoczonych przez prawie sześć lat, aż do pierwszego lotu wahadłowca kosmicznego, który odbył się 12 kwietnia 1981 roku. Był to także ostatni załogowy lot kosmiczny Stanów Zjednoczonych przeprowadzony w kapsule kosmicznej do czasu pierwszego załogowego lotu statku kosmicznego Dragon 2 w misji SpaceX DM-2, która odbyła się 30 maja 2020 roku.

## Tło historyczne
Celem misji Apollo-Sojuz była polityka odprężenia między Stanami Zjednoczonymi i Związkiem Radzieckim w trakcie zimnej wojny. Po locie orbitalnym Johna Glenna w 1962 roku, wymiana listów między prezydentem Johnem F. Kennedym a sowieckim premierem Nikitą Chruszczowem doprowadziła do serii dyskusji prowadzonych przez zastępcę administratora NASA Hugh Drydena i sowieckiego naukowca Anatolija Błagonrawowa. Ich rozmowy przeprowadzone w 1962 roku doprowadziły do porozumienia Dryden-Blagonravov, które zostało sformalizowane w październiku tego samego roku, w czasie kiedy oba kraje znajdowały się w środku kubańskiego kryzysu rakietowego. Porozumienie zostało formalnie ogłoszone na forum Organizacji Narodów Zjednoczonych w dniu 5 grudnia 1962 roku. Wzywało ono do współpracy w zakresie wymiany danych z satelitów pogodowych, badania pola magnetycznego Ziemi i wspólnego śledzenia satelity balonowego Echo II. Kennedy zainteresował Chruszczowa wspólnym załogowym lądowaniem na Księżycu, jednak po zamachu na życie Kennedy'ego w listopadzie 1963 roku i usunięciu Chruszczowa z urzędu w październiku 1964 roku, rywalizacja między programami kosmicznymi obu narodów zaostrzyła się, a rozmowy o potencjalnej współpracy zostały zawieszone ze względu na napięte stosunki i implikacje militarne.
19 kwietnia 1971 roku Związek Socjalistycznych Republik Sowieckich wystrzelił pierwszą orbitalną stację kosmiczną; Salut 1, a Stany Zjednoczone kilka miesięcy wcześniej wystrzeliły misję Apollo 14, która była trzecią misją w ramach której wylądowano na powierzchni Księżyca.
Obie strony ostro krytykowały inżynierię statków kosmicznych drugiej strony. Radzieckie statki kosmiczne zostały zaprojektowane z myślą o automatyzacji; Łunochod 1 i Łuna 16 były bezzałogowymi sondami, a każdy statek kosmiczny Sojuz został zaprojektowany w celu zminimalizowania ryzyka związanego z błędem ludzkim poprzez posiadanie mniejszej liczby ręcznych elementów sterujących, z którymi kosmonauci musieliby się zmagać podczas lotu. Dla kontrastu, statek kosmiczny Apollo został zaprojektowany do obsługi przez ludzi i wymagał wysoko wyszkolonych astronautów. Związek Radziecki skrytykował statek kosmiczny Apollo jako "niezwykle skomplikowany i niebezpieczny".
Wraz z zakończeniem wojny w Wietnamie stosunki między Stanami Zjednoczonymi a ZSRR zaczęły się poprawiać. Przeprowadzenie misji Apollo-Sojuz było możliwe dzięki polityce odprężenia. Według Leonida Breżniewa, "radzieccy i amerykańscy astronauci wyruszą w przestrzeń kosmiczną w celu przeprowadzenia pierwszego dużego wspólnego eksperymentu naukowego w historii ludzkości. Wiedzą, że z kosmosu nasza planeta wygląda jeszcze piękniej. Jest wystarczająco duża, byśmy mogli żyć na niej w pokoju, ale zbyt mała, by zagroziła nam wojna nuklearna". Tym samym obie strony uznały misję Apollo-Sojuz Test Project za polityczny akt pokoju.
W październiku 1970 r. prezes Radzieckiej Akademii Nauk, Mstisław Kiełdysz, odpowiedział na list administratora NASA, Thomasa O. Paine'a z propozycją wspólnej misji kosmicznej, a następnie odbyło się spotkanie w celu omówienia szczegółów technicznych. Na spotkaniu w styczniu 1971 roku doradca prezydenta Richarda Nixona ds. polityki zagranicznej Henry Kissinger poparł przedstawione plany misji. W kwietniu 1972 roku zarówno Stany Zjednoczone, jak i ZSRR podpisały Układ o współpracy w zakresie badań i wykorzystania przestrzeni kosmicznej do celów pokojowych, który zobowiązał ZSRR i Stany Zjednoczone do wspólnego zorganizowania misji kosmicznej Apollo-Sojuz w 1975 roku.
Projekt misji Apollo-Sojuz był szczególnie istotny ze względu na politykę Związku Radzieckiego polegającą na utrzymywaniu szczegółów misji kosmicznych w tajemnicy przed narodem radzieckim i całym światem, a zwłaszcza Amerykanami. Apollo-Sojuz był pierwszą radziecką misją kosmiczną, która była transmitowana na żywo podczas startu, w przestrzeni kosmicznej oraz podczas lądowania. Sojuz 19 stał się także pierwszym radzieckim statkiem kosmicznym, do którego miała dostęp zagraniczna załoga, ponieważ załoga Apollo otrzymała pozwolenie na inspekcję statku kosmicznego oraz miejsca startu przed lotem, co było pierwszym przypadkiem udostępnienia Amerykanom informacji o radzieckiej misji kosmicznej.
Nie wszystkie reakcje na misję Apollo-Sojuz były pozytywne. Wielu Amerykanów obawiało się, że misja Apollo-Sojuz przypisuje ZSRR zbyt duże uznanie w amerykańskim programie kosmicznym, stawiając ich na równi z wysiłkami NASA w zakresie eksploracji kosmosu. Jeszcze bardziej obawiano się, że pozorna pokojowa współpraca między ZSRR a Stanami Zjednoczonymi uśpi ludzi i uwierzy, że między obydwoma supermocarstwami w ogóle nie było konfliktu. Część radzieckich publicystów nazywała amerykańskich krytyków misji „demagogami sprzeciwiającymi się współpracy naukowej z ZSRR”. Tuż po misji napięcia między Stanami Zjednoczonymi i ZSRR złagodniały, a sama misja stworzyła możliwość przyszłych wspólnych projektów w przestrzeni kosmicznej.

## Załoga statku Apollo

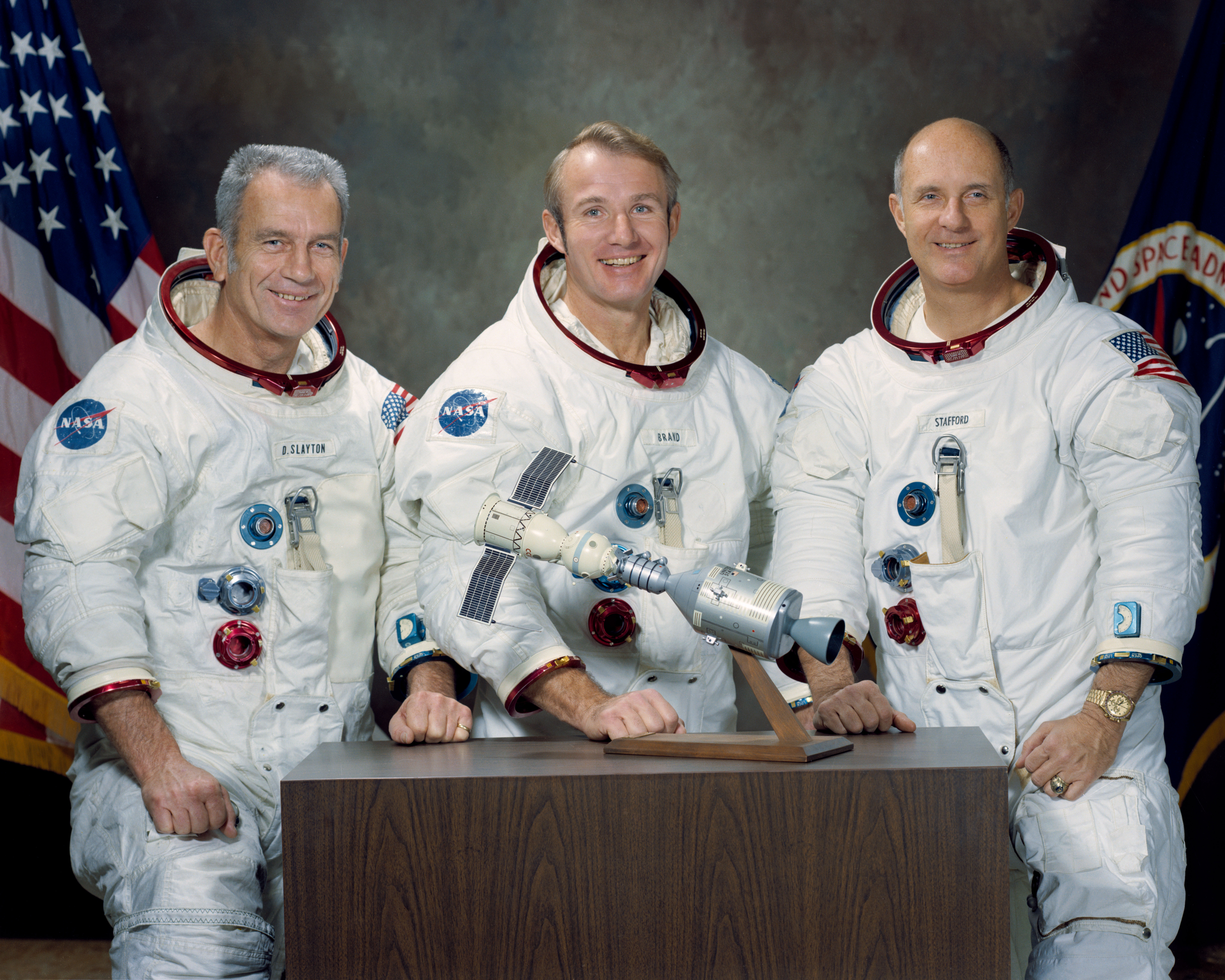
Od lewej do prawej: Slayton, Brand, Stafford

| Pozycja                 | Astronauta                                      |
| ----------------------- | ----------------------------------------------- |
| Dowódca                 | Thomas Stafford Czwarty i ostatni lot kosmiczny |
| Pilot modułu dowodzenia | Vance Brand Pierwszy lot kosmiczny              |
| Pilot modułu dokującego | Deke Slayton Jedyny lot kosmiczny               |

### Załoga rezerwowa
| Astronauta         |
| ------------------ |
| Karol Joseph Bobko |
| Robert Crippen     |
| Robert Overmyer    |
| Richard Truly      |

## Załoga Sojuza

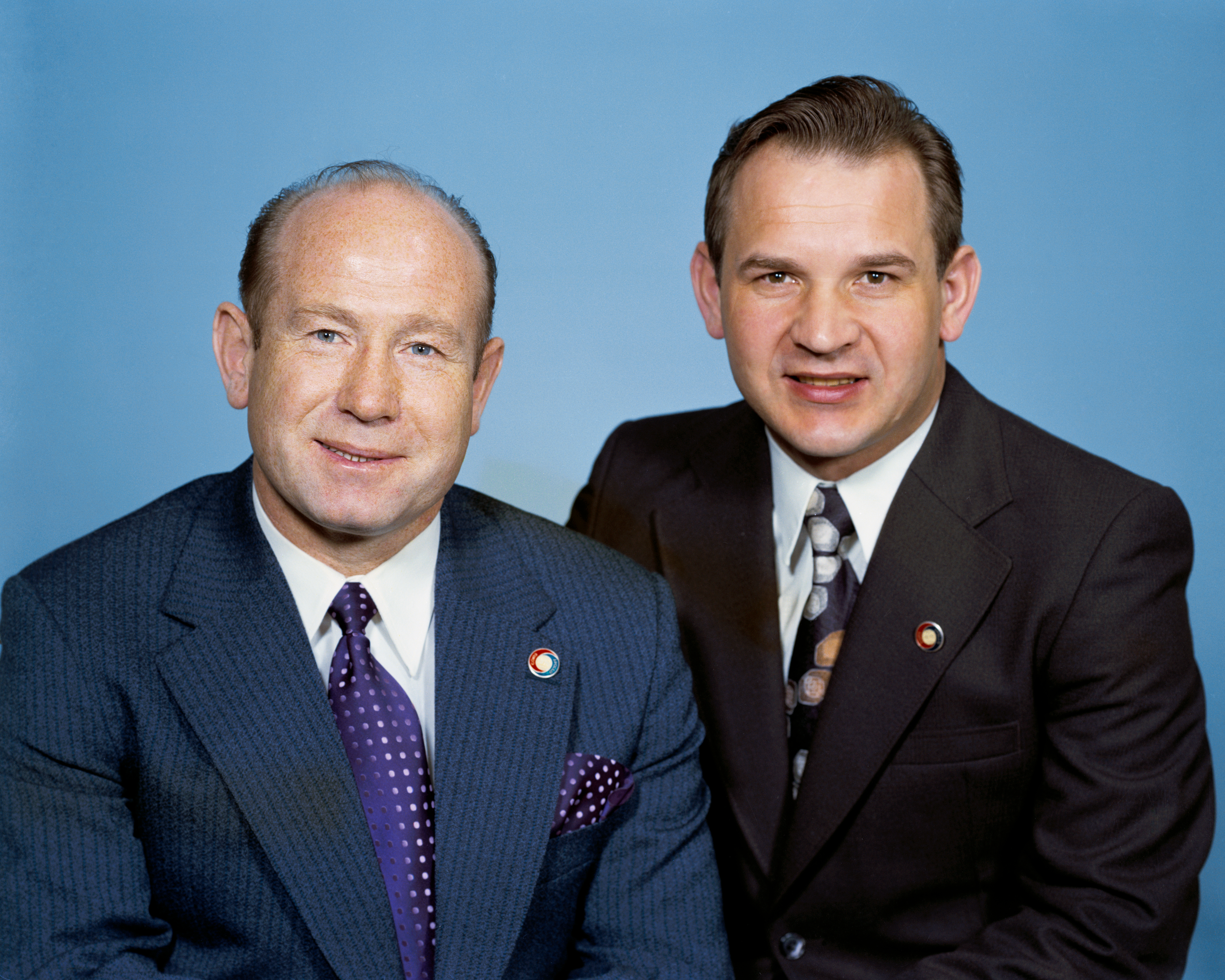
Leonow (po lewej) i Kubasow

| Pozycja            | Astronauta                                    |
| ------------------ | --------------------------------------------- |
| Dowódca            | Aleksiej Leonow Drugi i ostatni lot kosmiczny |
| Inżynier pokładowy | Walerij Kubasow Drugi lot kosmiczny           |

### Załoga rezerwowa
| Pozycja            | Astronauta            |
| ------------------ | --------------------- |
| Dowódca            | Anatolij Filipczenko  |
| Inżynier pokładowy | Nikołaj Rukawisznikow |

## Podsumowanie misji

### Przygotowania

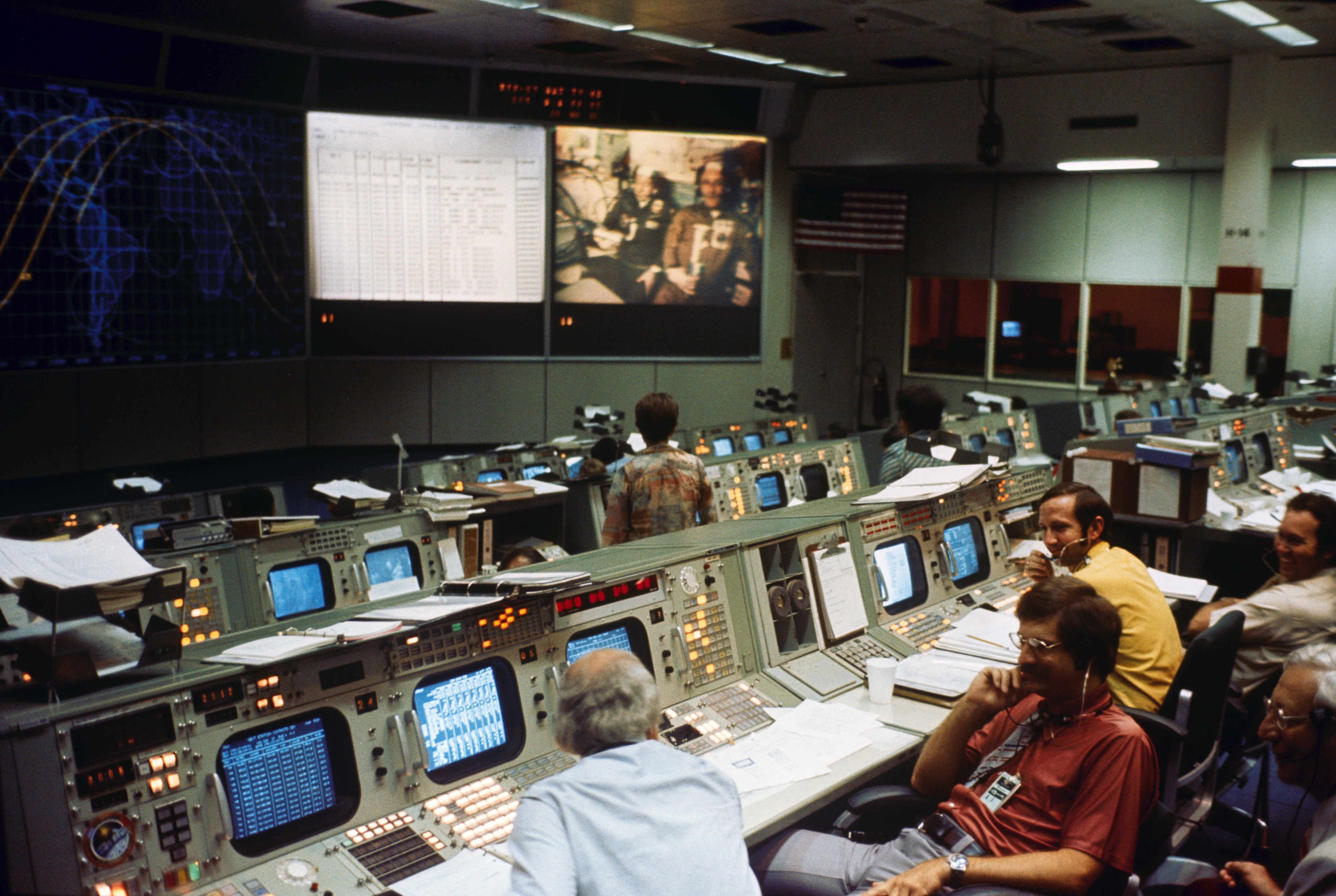
Centrum kontroli misji w Houston podczas misji Apollo-Sojuz

Projekt misji Apollo-Sojuz obejmował dokowanie amerykańskiego statku kosmicznego Apollo CSM z radzieckim statkiem kosmicznym Sojuz 7K-TM, który otrzymał numer oznaczenia misji Sojuz 19, a jego start odbył się w ramach trwającego programu Sojuz. Z kolei misja statku Apollo nie była numerowana pomimo faktu, że prasa oraz sama NASA odniosły się do samej misji jako "Apollo 18", jednak nie należy jej mylić z anulowaną misją księżycową.
Statek Apollo został wystrzelony z modułem dokującym, który został specjalnie zaprojektowany w celu umożliwienia dokowania obu statków. Moduł dokowania został zaprojektowany zarówno jako śluza powietrzna, ponieważ wnętrze statku Apollo znajdowało się pod ciśnieniem około 34 kPa, podczas gdy statek Sojuz używał azotowo-tlenowej atmosfery wewnątrz statku, która znajdowała się pod ciśnieniem 100 kPa.

### Start oraz przebieg misji

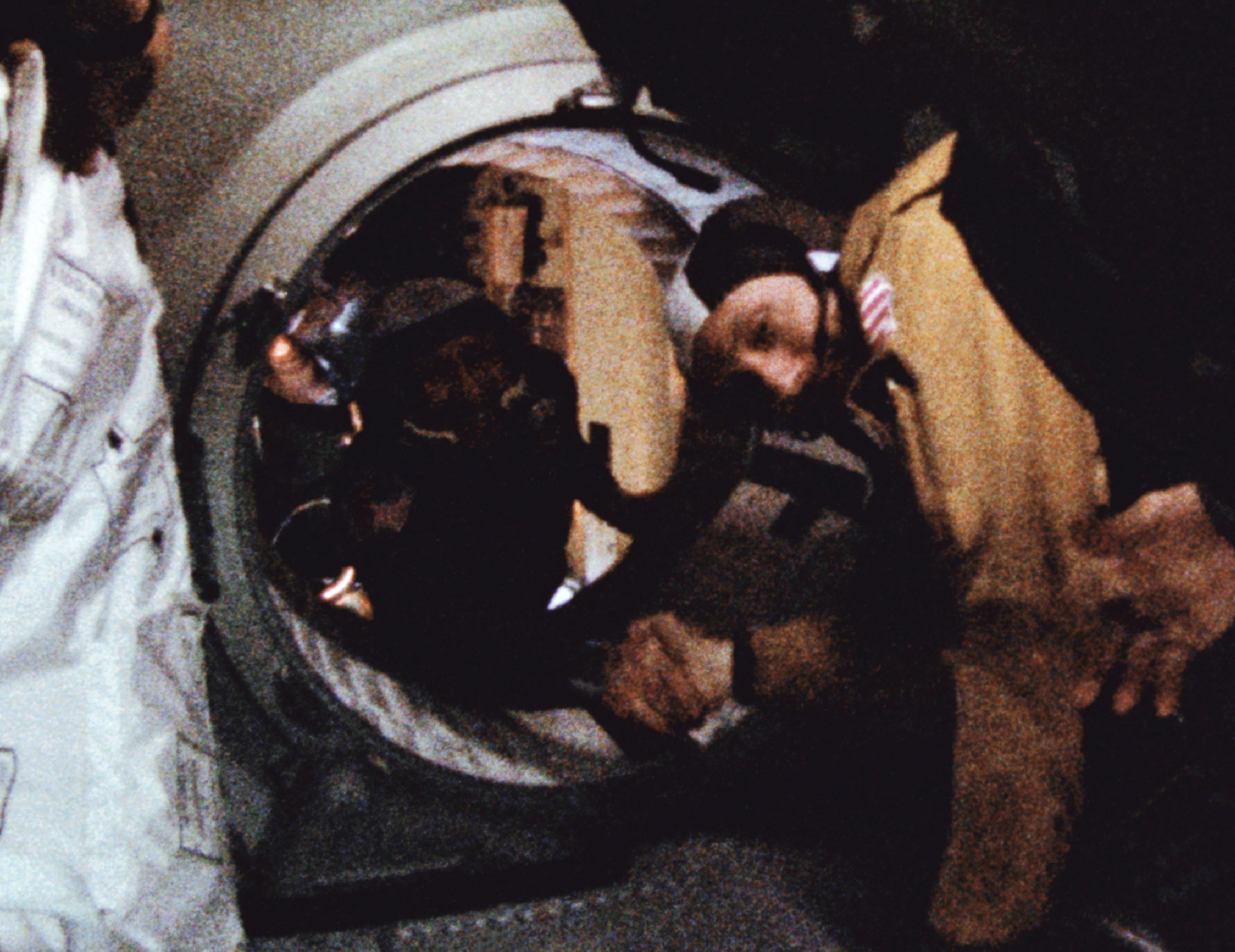
Historyczny uścisk dłoni Stafforda i Leonowa

Rakieta Sojuz-U oraz rakieta Saturn IB wystartowały 15 lipca 1975 roku w odstępie 7 godzin i 30 minut, a dokowanie obu statków odbyło się 17 lipca 1975 roku. Trzy godziny po dokowaniu obaj dowódcy misji Thomas Stafford oraz Aleksiej Leonow, wymienili między sobą pierwszy uścisk dłoni w kosmosie przez otwarty właz Sojuza. NASA obliczyła, że historyczny uścisk dłoni miał miejsce nad brytyjskim miastem Bognor Regis, ale opóźnienie spowodowało, że nastąpiło to nad miastem Metz we Francji. Podczas pierwszego spotkania obu załóg odczytano oświadczenie sekretarza generalnego Związku Radzieckiego Leonida Breżniewa i odebrano telefon od prezydenta USA Geralda Forda.
Podczas gdy oba statki były zadokowane, trzech amerykańskich astronautów wraz z dwoma radzieckimi kosmonautami przeprowadziło wspólne eksperymenty naukowe, wymieniło się flagami oraz prezentami (w tym nasionami drzew, które zostały później zasadzone w obu krajach) oraz słuchano wzajemnie muzyki.

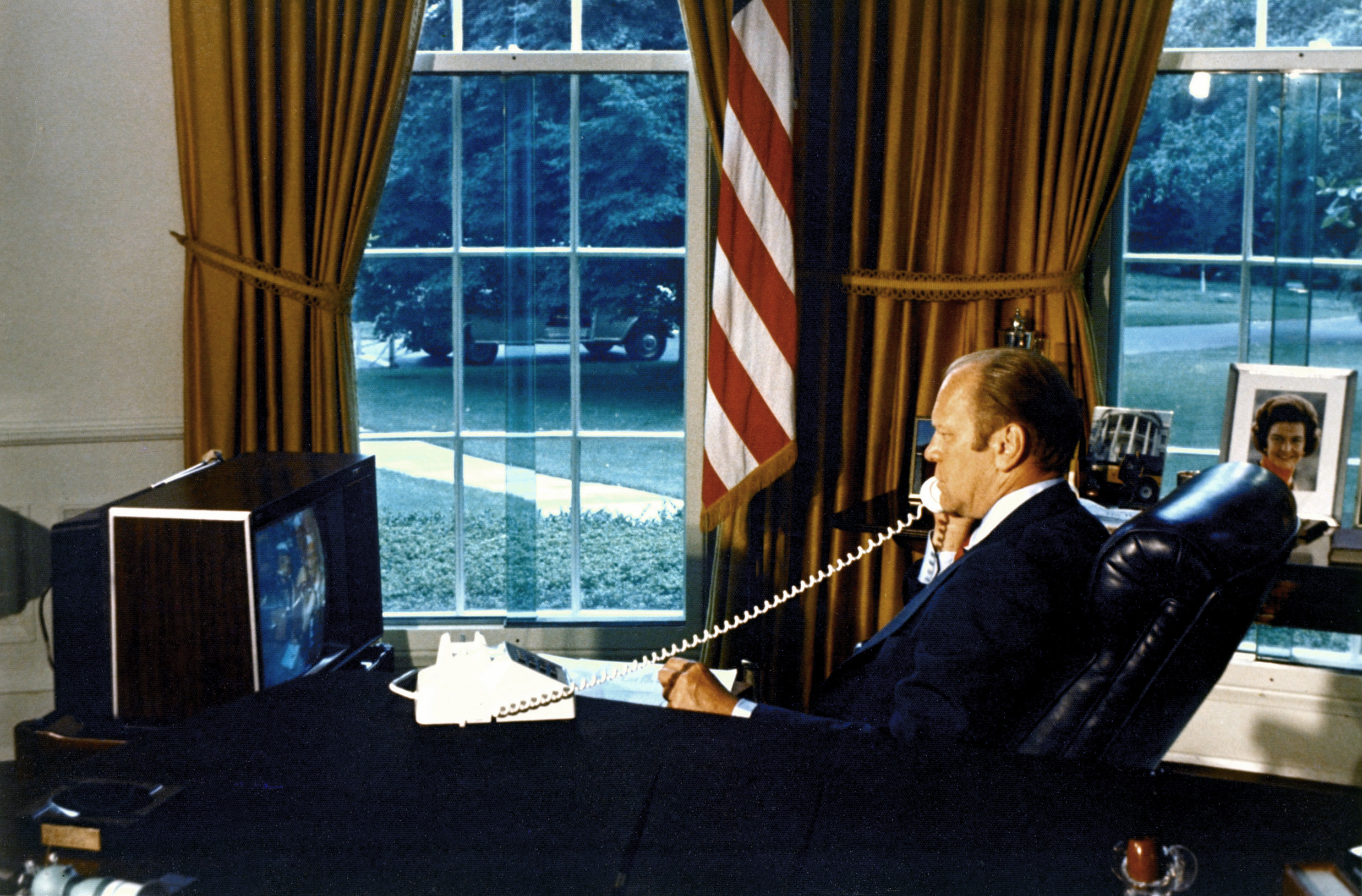
Gerald Ford rozmawia z obiema załogami misji Apollo-Sojuz, 18 lipca 1975 roku

Amerykańscy naukowcy opracowali cztery z eksperymentów przeprowadzonych podczas misji. Embriolog Jane Oppenheimer przeanalizowała wpływ nieważkości na ikrę ryb w różnych etapach rozwoju.
Po 44 godzinach oba statki rozdzieliły się, po czym statek Apollo został wykorzystany do stworzenia sztucznego zaćmienia Słońca, które mogło umożliwić załodze Sojuza zrobienie zdjęć korony słonecznej. Kolejne krótkie dokowanie miało miejsce tuż zanim oba statki poleciały w swoje strony. Sowieci pozostali w przestrzeni kosmicznej jeszcze przez dwa dni, a Amerykanie przez pięć w trakcie których załoga przeprowadziła eksperymenty związane z obserwacją Ziemi.

### Wejście w atmosferę i następstwa

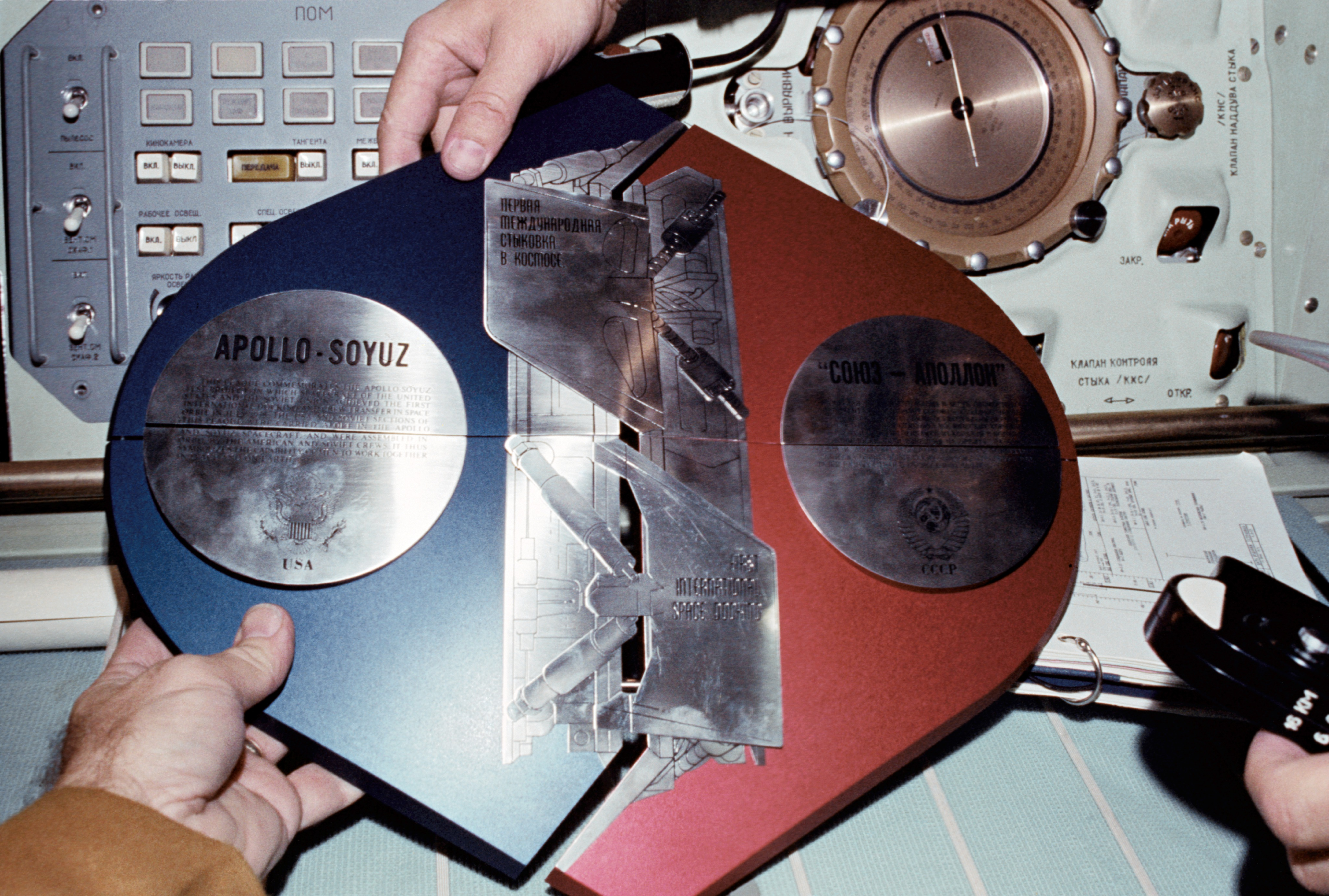
Tablica pamiątkowa złączona w przestrzeni kosmicznej na znak współpracy międzynarodowej

Misja została uznana za wielki sukces. Jedyny poważny problem wystąpił podczas ponownego wejścia w atmosferę i wodowania statku Apollo, podczas którego załoga została przypadkowo narażona na toksyczne opary monometylohydrazyny i tetratleneku azotu, które zostały spowodowane przez materiały pędne pochodzące z systemu kontroli reakcji, które przedostały się do wlotu powietrza w kabinie. System kontroli reakcji został nieumyślnie pozostawiony włączony podczas opadania, a toksyczne opary zostały zassane do wnętrza statku. Vance Brand na krótko stracił przytomność, podczas gdy Thomas Stafford zdobył awaryjne maski tlenowe; założył jedną Brandowi, a drugą Slaytonowi. Wszyscy trzej astronauci byli hospitalizowani przez dwa tygodnie w Honolulu na Hawajach. Brand wziął na siebie odpowiedzialność za katastrofę; z powodu wysokiego poziomu hałasu w kabinie podczas ponownego wejścia na orbitę, uważał, że nie był w stanie usłyszeć, jak Stafford wykreśla przełączenie dwóch przełączników, które automatycznie wyłączyłyby system kontroli reakcji i rozpoczęły rozwijanie spadochronu ratunkowego z listy kontrolnej. Procedury te zostały wykonane ręcznie później niż zwykle, co pozwoliło na przedostanie się oparów.

## Następstwa

### Polityczne
Apollo-Sojuz był pierwszą wspólną amerykańsko-radziecką misją kosmiczną. W tamtym czasie sądzono, że w rezultacie przestrzeń kosmiczna stanie się albo bardziej międzynarodowa, albo konkurencyjna. Misja stała się symbolem celów współpracy naukowej każdego z krajów, podczas gdy doniesienia prasowe bagatelizowały techniczne umiejętności drugiej strony. Radziecka prasa sugerowała, że przewodzi Stanom Zjednoczonym w lotach kosmicznych, wiążąc to z ideologią marksistowsko-leninowską, podczas gdy amerykańska prasa donosiła, że statek kosmiczny Sojuz był prymitywny technicznie.

### Naukowe
Na pokładzie statku Apollo znajdował się teleskop SAG przeznaczony do obserwacji w skrajnym ultrafiolecie. Na kilku orbitach obserwacyjnych teleskop ten podczas misji odkrył dwa białe karły: HZ 43 i FEIGE 24. Inne zaobserwowane gwiazdy to Proxima Centauri, SS Cygni i Syriusz.
Planetoida (2228) Soyuz-Apollo, która została odkryta w 1977 roku przez radzieckiego astronoma Nikołaj Czernycha, została nazwana na cześć misji.